# Édouard-Adolphe Cantel
Édouard-Adolphe Cantel, né à Marseille (Bouches-du-Rhône) le 22 juin 1836 et mort le 10 décembre 1910 à Oran, est un évêque catholique français, évêque d'Oran de 1898 à 1910.

## Biographie
Édouard-Adolphe Cantel est ordonné prêtre pour l'archidiocèse de Paris le 24 juin 1860. Alors qu'il est curé de Saint-Denis du Saint-Sacrement, le pape Léon XIII le nomme évêque d'Oran le 28 novembre 1898. Il est consacré le 24 février 1899 par le cardinal Richard, archevêque de Paris. Il arrive à Oran le 14 mars  suivant.
Nommé évêque à un âge avancé, il lance néanmoins de nombreux chantiers dans son diocèse aidé par son vicaire général, l'abbé Bouissière, futur évêque de Constantine.
Il commence le chantier de la nouvelle cathédrale du Sacré-Cœur d'Oran. Le 11 septembre 1899, il obtient l'affectation au service des cultes d'un terrain domanial en face de l'évêché. Afin de recueillir les fonds nécessaires, il lance une campagne de conférences à travers la France, la Belgique et la Hollande . Lorsqu'il décède en 1910,  il lègue toute sa fortune pour l'achèvement du chantier.
Il lance la Semaine religieuse du diocèse d'Oran.
Il institue également la messe des hommes dans la crypte de la cathédrale à partir de 1906 pour instruire les catholiques à partir de conférences et relancer la pratique religieuse.
Mgr Cantel favorise également la venue d'ordres religieux dans son diocèse notamment les pères de Timon-David qui œuvrent dans la formation de la jeunesse à partir de 1905 avec la venue du père Louis Durbec.
Après la loi de séparation des Églises et de l'État, il organise la collecte du denier du culte pour financer le culte catholique bien que des indemnités de fonction soient - en partie- attribuées au clergé des diocèses d'Algérie.
Il meurt le 10 décembre 1910.